# جوزيف تشارلز والش
جوزيف تشارلز والش هو قاضي وسياسي كندي، ولد في 6 ديسمبر 1868 في مونتريال في كندا، وتوفي في 30 أغسطس 1960. حزبياً، نشط في الحزب الليبرالي الكندي. وقد انتخب عضو مجلس العموم الكندي.